# Исфандияр-хан
Исфандияр-хан (умер в 1643) — четырнадцатый узбекский правитель из династии шибанидов в Хорезмском государстве, правивший в 1623—1643 годах.

## Приход к власти
Исфандияр-хан был сыном Араб Мухаммад-хана и потомком узбекского хана Йадгар-хана. Он пришел к власти после смерти братьев Хабаш султана и Ильбарс султана в 1623 году. Правил он до 1643 года. Во время своего правления он вел войну против узбекского племени найманов.

## Внешняя политика
В 1633 году отправил посла Ходжа Мухаммада в Россию. В 1639 году его посол прибыл ко двору русского царя Алексей Михайловича.

## Смерть
После его смерти в 1643 году к власти в Хорезме пришел его брат Абулгази-хан.